# 2457 Rublyov
2457 Rublyov è un asteroide della fascia principale. Scoperto nel 1975, presenta un'orbita caratterizzata da un semiasse maggiore pari a 2,6403626 UA e da un'eccentricità di 0,0637150, inclinata di 6,26743° rispetto all'eclittica.